# Richard van Verdun
Richard van Verdun was een Frans miniaturist die actief was in Parijs tussen 1288 en 1327. Hij was een medewerker van zijn schoonvader Meester Honoré. Hij is ook bekend onder de noodnaam Meester van de Bijbel van Jean de Papeleu, zoals recent nog werd bevestigd in een studie van 2000 van de hand van R. H. Rouse en M. A. Rouse.

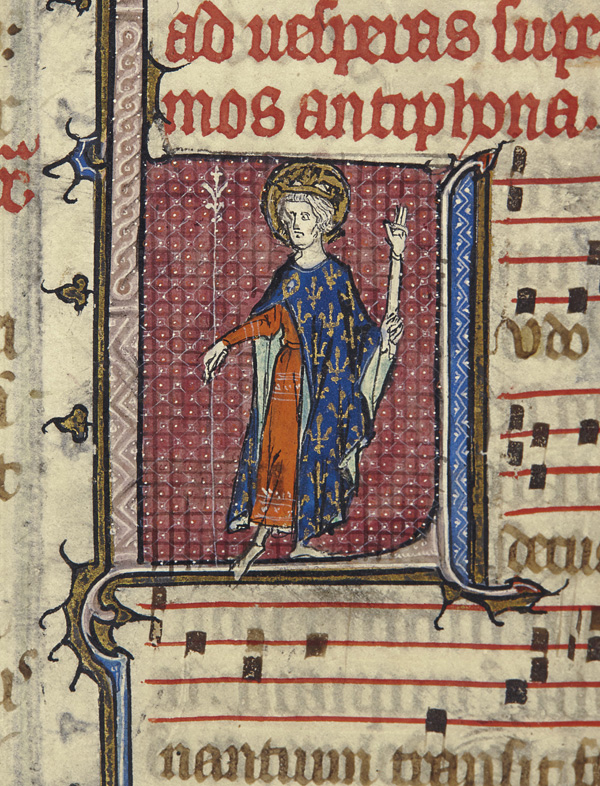
Miniatuur uit het Breviarium van Saint-Louis de Poissy, De heilige Lodewijk.

## Biografie
Er zijn meerdere documenten teruggevonden waarin Richard van Verdun vernoemd werd. Zo was hij in 1288 getuige bij de verkoop van een manuscript van het Decretum Gratiani door zijn schoonvader Meester Honoré die toen zijn atelier had in de rue Erembourg de Brie in Parijs. Hij wordt vernoemd in 1292 als diens medewerker in de taillerollen. Vanaf 1296 wordt hij door de taille vernoemd als zelfstandig miniaturist gevestigd in dezelfde straat maar aan de overkant. Ook in 1297, 1299 en 1300 is hij in de belastingsdocumenten terug te vinden. Hij werd ook vernoemd in een betaling van 1318 van drie grote antifonaria bestemd voor de Sainte-Chapelle. Hij had in die periode een medewerker in dienst, Jean de la Mare. In 1312 of 1313, zou hij na het overlijden van zijn schoonvader, diens atelier hebben overgenomen. Na 1327 is hij niet meer gedocumenteerd.

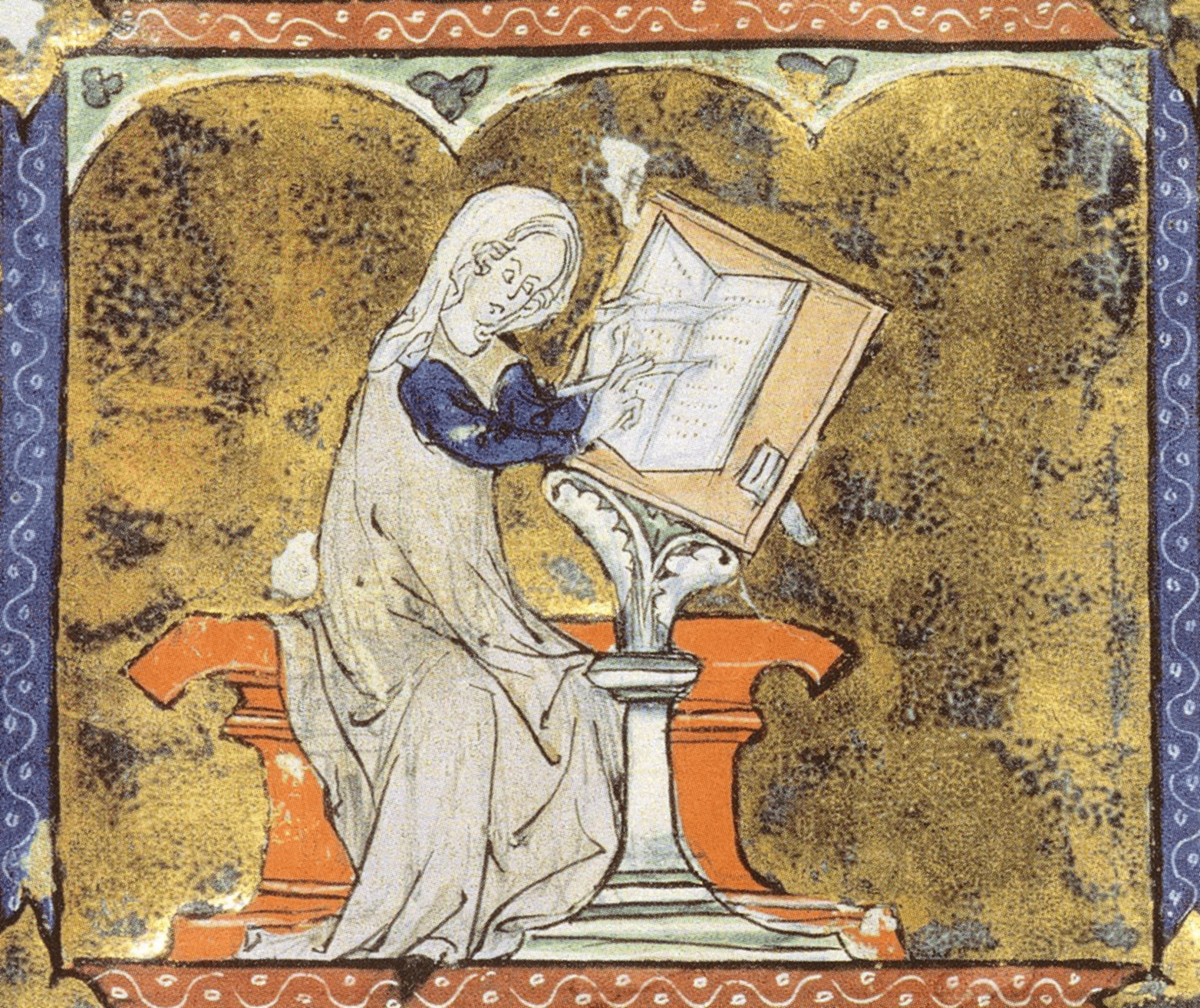
Richard van Verdun, Bibliothèque de l'Arsenal, ms.3142, f256, Marie de France.

## Stijl
Richard van Verdun was geïnspireerd door de stijl van Meester Honoré bij de realisatie van het brevier van Saint-Louis de Poissy. Hij schildert dezelfde levendige beweeglijke figuren met zeer expressieve gezichten. Maar zijn werk wordt in tegenstelling tot dat van Meester Honoré gekenmerkt door een overvloed van drôlerieën en kleine scènes aan het einde van de takken of staven die de tekst omringen of in en op het bladwerk van de marges.

## Werken
In het begin van de 14e eeuw bestelde Filips de Schone een breviarium bij Richard de Verdun, ter ere van zijn grootvader Lodewijk de heilige. Filips had in 1304 de abdij van Saint-Louis de Poissy gesticht en de leiding ervan gegeven aan zijn nicht Marie de Clermont-Bourbon. Het was voor haar dat hij het Breviarium van Saint-Louis de Poissy liet maken tussen 1310 en 1315. Het wordt nu bewaard in de Bibliothèque nationale de France als BNF, 1310-1315 na een door het publiek gefinancierde aankoop.
Andere werken van Richard de verdun zijn:
- Verzameling van Oudfranse teksten op rijm, 1282-1292, Bibliothèque de l'Arsenal, ms.3142
- Bestiaire d'Amour en Trésor van Brunetto Lattini, omstreeks 1310-1330, Bibliothèque de Genève, Coll. Comites Latentes 179
- Missaal voor gebruik van Parijs, ca. 1315, BNF, Lat.861
- Bible historiale complétée,[6] gekopieerd door Jean de Papeleu, omstreeks 1317-1320, BNF, Fr.156-157
- Bible historiale complétée, gekopieerd door Jean de Papeleu, omstreeks 1317-1320, Bibliothèque de l'Arsenal, ms. 5057
- Bible historiale complétée, gekopieerd door Jean de Papeleu, omstreeks 1317-1320, British Library, Londen, Cotton Appendix V
- Miroir historial, BNF, Fr.316
- Verzameling van oude Franse gedichten, BNF, Fr.12467
- Vijf Bijbels bewaard in Parijs (BnF), Berlijn (Staatsbibliothek zu Berlin), Londen (British Library), Harvard (Houghton Library) en in Lissabon (Museu Calouste Gulbenkian).

## Weblinks
- Breviarium van Saint-Louis de Poissy online raadplegen
- Bible historiale complétée BnF, Mss Français 157 op Europeana.

- Union List of Artist Names: 500095690
- Virtual International Authority File: 96384872